# Time Takes Time
Time Takes Time é um álbum do ex-beatle Ringo Starr, lançado em 1992.

## Background
Em fevereiro de 1987, Ringo Starr começou a trabalhar em seu primeiro álbum de estúdio em quatro anos. As sessões começaram com o produtor Chips Moman em 3 Alarm Studios em Memphis (Tennessee).

## Faixas
Todas As Faixas Escritas Por Ringo Starr.
1. "Weight Of The World"
2. "Don't Know A Thing About Love"
3. "Don't Go Where The Road Don't Go"
4. "Golden Blunders"
5. "All In The Name Of Love"
6. "After All These Years"
7. "I Don't Believe You"
8. "Runaways"
9. "In A Heartbeat"
10. "What Goes Around"